# Невідома Україна. Лікарська справа в Україні
«Невідома Україна. Лікарська справа в Україні» — цикл українських документальних фільмів, присвячених історії української медицини.
Кіноцикл складається із 12 15-хвилинних фільмів, створених Національною кінематикою України (спадкоємницею кіностудії «Київнаукфільм») у 1993 році.
Частина документального серіалу Невідома Україна.

## Сюжет
«Хто не знає свого минулого, той не гідний свого майбутнього» — ці слова видатного українського поета Максима Рильського можна було поставити епіграфом до унікального кіноциклу під спільною назвою «Невідома Україна», що буда створена Национальною кінематекою України.
Був проведений кропіткий пошук в архівах, спецхранах, фондах наукових бібліотек, приватних зібраннях. Знайдено дуже рідкі документи, збережені українською діаспорою та істориками багатьох країн світу. Уважний аналіз і порівняння даних дали змогу авторам поставити кожний фільм на міцний фундамент незаперечних фактів.

Дякуючи цьому циклу «Невідома Україна» являє собою яскраво, наглядно, переконливо і дохідливо відзняту кіномонографію по історії України. В ній знайде багато цікавого для себе і школяр, і звичайний глядач, і професійний історик.

## Список серій
- Фільм 1. «Слово і зілля» (авт. сцен. та реж. Сергій Лосєв)
- Фільм 2. «Медицина Київської Русі» (авт. сцен. та реж. Валентин Соколовський)
- Фільм 3. «Світ Юрія Дрогобича» (авт. сцен. Василь Сичевський, реж. Віктор Петров)
- Фільм 4. «Хто гоїв рани козакам?» (авт. сцен. Наталія Компанцева, реж. Володимир Хмельницький)
- Фільм 5. «Рідні стіни» (авт. сцен. Андрій Дмитрук, реж. Віктор Петров)
- Фільм 6. «Університети милосердя» (авт. сцен. Євген Шафранський, реж. Віктор Дерюгін)
- Фільм 7. «Він врятував нас від чуми» (авт. сцен. та реж. Юрій Тищенко)
- Фільм 8. «Найкращі… серед повитух» (авт. сцен. та реж. Юрій Тищенко)
- Фільм 9. «Земці» (авт. сцен. та реж. Сергій Лосєв)
- Фільм 10. «Чи повернеться лікар?» (авт. сцен. та реж. Ольга Самолевська)
- Фільм 11. «Благодійна медицина» (авт. сцен. Євген Шафранський, реж. Лель Гілевич)
- Фільм 12. «Пам'ятай про життя» (авт. сцен. та реж. Ольга Самолевська)